# Специјални резерват природе Гутавица
Специјални резерват природе Гутавица налази се на територији села Угао, општина Сјеница, на Голијском шумском подручју. За заштићено подручје од изузетног значаја, односно Ι категорије, Влада Србије прогласила је ово подручје почетком децембра 2011. уредбом којом се ставља под заштиту да би се очувала природна шума јеле која представља последњи фрагмент природних, непрегледних четинарских шума на Пештеру и Санџаку са очуваним земљиштем, као и ради очувања генофонда изоловане субпопулације јеле са припадајућим елементима ендемичне, ретке и угрожене флоре и фауне, међу којима је и пирамидална јела која, осим на Пештеру, у Европи од природе расте на још само две локације.
Резерват обухвата укупну површину од 11,13 ha, што га чини најмањим специјалним резерватом природе у Србији. У својини је Меџлиса Исламске заједнице Сјенице, односно Ријасета Исламске заједнице Србије, којима jе и поверен на управљање.
Код локалог становништва ово подручје познато је и под именом Угљански гај, или Уклета шума.

## Положај
Специфичност подручја Пештера је висораван која је са свих страна окружена Динарским планинама, којима припада и брдо Гутавица. Захваљујући кречњачкој педолошкој подлози овде су се образовале бројне вртаче, увале и јаме. Шума је смештена у висинском појасу 1.150 – 1.350 m надморске висине. Неправилног је облика, са свих страна окружена пашњацима и ограђена заштитном оградом. Заштићени простор има површину од 11,13 ха и налази се на територији општине Сјеница.

## Вегетација
У вегетацији Гутавице доминира аутохтона шума јеле, која представља последњи фрагмент природних, непрегледних четинарских шума на Пештеру и Санџаку. Посебно је занимљива пирамидални варијетет (A. alba var. pyramidalis), који осим на Пештеру, у Европи од природе расте на још само две локације. У самој шуми и околним травним површинама забележено је до сада око 85 биљних таксона. Утврђене су четири врсте папрати. Осим јеле, од голосеменица заступљене су још смрче и клеке.
С обзиром на педолошку подлогу, овде нема површинских вода и земљиште је веома подложно ерозији. Флора овог резервата још увек није детаљно испитана. Специфични положај резервата најбоље одговара јели (Abies alba) која је доминантна врста у резервату и представља остатак некадашњих шума јеле и смрче на Пештеру и зато је овде и успостављена заштита. Смрча (Picea abies) се јавља на местима са већом осветљеношћу. Ту расту и неке ендемске и реликтне биљне врсте, попут врсте Knautia csikii (Удовица дуголисна) која расте на околним ливадама.
За време леденог доба Пештер је, као и Динарске планине, био захваћене глацијацијом и уз то настањен биљним врстама  које су ту расле и пре глацијације. Неке од тих реликтних врста одржале су се на овом простору и данас, попут црног граба (Ostrya carpinifolia) и шумске љубичице (Viola sylvestris). Неке од биљних врста са Гутавице су заштићене Правилником о проглашењу и заштити заштићених и строго заштићених дивљих врста биљака, животиња и гљива. Међу њима су Lilium martagon, Alyssum montanum, Daphne blagayana, Gentiana acaulis, Neottia nidus-avis и друге.
Примарна шумска вегетација Пештерске висоравни је уништена због оснивања пашњака, што је довело до повећане ерозије и повећања климатских екстрема. Међутим, унутар резервата шумски екосистем је у знатој мери очуван, што доприноси предеоној разноликости.

## Заштита
На подручју Специјалног резервата природе Гутавица није дозвољено обављати радове и активности за које се, у складу са законом о заштити природе, утврди да могу оштетити популације, заједнице и станишта биљних и животињских врста, нарушити природне процесе и еколошку целовитост подручја или значајно неповољно утицати на естетска обележја предела и животну средину. Осим забране радова и активности које су утврђене Законом о заштити природе, забрањује се и испаша стоке,свака сеча, осим санитарне, складиштење или остављање шумског отпада након сече, оштећивање стабала, одношење стеље, лисника и земљишта, пренамена земљишта, уношење алохтоних биљних и животињских врста, паљење ватре и предузимање узгојних мера које би могле довести до ерозије, погоршања структуре и здравственог стања састојине.
Дозвољени радови и активности у резервату ограничавају се на обележавање заштићеног подручја, санитарна сеча, осим у периоду ројења јелиних поткорњака, ограђивање и заштита од испаше, успостављање шумског реда одмах по сечи, нега састојине, примена биолошких и хемијских средстава за сузбијање патогених гљива и штетних инсеката (поткорњаци), уклањање конкурентне вегетације у око подмлатка јеле, спонтано обрастање шумском вегетацијом дела резервата изван шуме на коме се појављује подмладак јеле или смрче, као и пошумљавање аутохтоним врстама дрвећа на његовом необраслом делу, редовно праћење промена шумског екосистема, научноистраживачки рад, управљање популацијама угрожених врста, контролисано кретање посетилаца, презентација и популаризација природних вредности. Дозвољени радови на простору Специјалног резервата природе Гутавица могу се изводити под условима које претходно утврди Завод за заштиту природе Србије.

## Легенда
Приче о уклетим или чаробним шумама нису ретке у свету, а једна од шума за које се верује да су уклете је и Гутавица. Легенда  која се преноси са колена на колено каже да ко год да је искористио дрво из те шуме, пратило га је проклетство, а стока која се напасала у шими није могла дуго поживети након изласка из Гутавице. Позната је и прича о једном човеку који је саградио шталу од дрва из Уклете шуме. Шталу је веома брзо ударио гром и изгорела је до темеља. Другоме умало нису страдали волови када је покушао да извуче велико дебло из шуме.
Ова легенда и данас код мештана оближњег села Угао улива страх. Дешавало се да дуне јак ветар дува и однесе гранчице ван шуме. Уплашени мештани су скупљали гранчице и враћали их у шуму. Уколико неко дете не зна за легенд па узме гранчицу и донесе је кући, терали су га да враћа гранчицу до места где ју је покупио. Према овој легенди, кроз шуму је дозвољено пешачити, али није дозвољено било какво искоришћавање било ког њеног дела. Велики број туриста током летњих и месеци без снега посети Гутавицу, неки управо због ове легенде. Према речима локалног ренџера и водича, они прошетају кроз шуму, направе одличне фотографије, али се не задржавају превише и до сада се није десило да је било ко узео нешто из ње.
Захваљући овој легенди, која се преноси с колена на колено, шума Гутавица је постала део идентитета села Угао. Осим тога, управо она је разлог зашто се нико није усудио да сече стабла у овој шуми, па су данас поједини примерци ове ретке, пирамидалне форме јеле стари и 150. година. Некада су се шуме простирале по целој Пештерској висоравни, а данас се пирамидалне јеле могу наћи само у заштићеним резерватима.